# JSD Partizan
Jugoslovensko sportsko društvo Partizan, eller JSD Partizan (serbisk kyrilliska "Југословенско спортско друштво Партизан"; engelska: Yugoslav Sports Association Partizan) är en sport-organisation från Belgrad, Serbien. Den bildades 4 oktober 1945, och är en paraplyorganisation bestående av 26 klubbar i 26 sporter.

## Sektioner
| Gren       | Namn                        | Startad         |
| ---------- | --------------------------- | --------------- |
| Fotboll    | FK Partizan                 | 1945            |
| Basket     | KK Partizan (herrar)        | 1945            |
| Basket     | ŽKK Partizan (damer)        | 1953            |
| Volleyboll | OK Partizan (herrar)        | 1945            |
| Volleyboll | ŽOK Partizan (damer)        | 1950            |
| Friidrott  | AK Partizan                 | 1945            |
| Simning    | Plivački Klub Partizan      | 1945            |
| Vattenpolo | VK Partizan                 | 1946            |
| Schack     | Šahovski Klub Partizan      | 1946            |
| Tennis     | Teniski Klub Partizan       | 1945            |
| Bordtennis | Stonoteniski Klub Partizan  | 1947            |
| Cykling    | Biciklistički Klub Partizan | 1947            |
| Boxning    | Boks Klub Partizan          | 1947            |
| Handboll   | RK Partizan                 | 1948            |
| Ishockey   | Hokejaški Klub Partizan     | 1948            |
| Brottning  | Rvački Klub Partizan        | 1948            |
| Rodd       | Veslački Klub Partizan      | 1951            |
| Judo       | Džudo Klub Partizan         | 1953            |
| Rugby      | Ragbi Klub Partizan         | 1953            |
| Skytte     | Streljački Klub Partizan    | 1959            |
| Taekwondo  | Tekvondo Klub Partizan      | 1996            |
| Karate     | Karate Klub Partizan        | 1964 eller 1967 |
| Innebandy  | Florbol Klub Partizan       | 2007            |